# Богомолов, Анатолий Васильевич
Анатолий Васильевич Богомолов (14 февраля 1930, деревня Коткино, Рыбинский район, Ярославская область, СССР — 18 ноября 2021, Москва) — советский и российский журналист.

## Биография
- В 1954 году окончил Московский историко-архивный институт.
- С 1955 по 1961 год — член комиссии ВС СССР по освобождению заключенных в Магаданской области.
- С 1961 года — 1-й секретарь Тенкинского райкома ВЛКСМ, 2-й секретарь Магаданского обкома ВЛКСМ.
- С 1962 года — Ответственный организатор по Дальнему востоку, ЦК ВЛКСМ.
- С 1963 года — главный редактор программ Всесоюзного радио.
- С 1965 года — Главный редактор программ Центрального телевидения.
- С 1969 года — ЦК КПСС, куратор телевизионных программ Центрального телевидения.
- С 1972 года — Главный редактор Главной редакции телеинформации Агентства печати «Новости» (АПН), зампред АПН — директор дирекции аудиовизуальной информации.
- С 1980 года — Главный редактор редколлегии Госкино СССР по художественным фильмам.
- С 1993 года — Интерфакс, вице-президент.
- С 1996 года — Начальник управления периодической печати Министерства печати РФ.
- C 1998 года — секретарь Союза журналистов России.

В период войны в Афганистане находился в зоне боевых действий, был ранен. Заслуженный работник МВД СССР. Член Союза журналистов, Союза кинематографистов СССР.
Скончался 18 ноября 2021 года.
Награды: Орден Трудового Красного Знамени, орден «Знак Почёта», Орден Почёта, медали «За ратную доблесть» ВООВ «Боевое братство» и «За отличие в охране госграницы СССР».

## Семья
Жена Наталья, дочь Мария, внуки Василий и Наталья, правнуки Марфа и Игорь.